# 490년

## 연호
- 남제(南齊) 영명(永明) 8년
- 북위(北魏) 태화(太和) 14년

## 기년
- 남제(南齊) 무제(武帝) 8년
- 북위(北魏) 효문제(孝文帝) 20년
- 신라(新羅) 소지 마립간(炤知麻立干) 12년
- 고구려(高句麗) 장수왕(長壽王) 78년
- 백제(百濟) 동성왕(東城王) 12년